# Train Simulator
Train Simulator Classic (бывш. Rail Simulator 2 или Railworks) — железнодорожный симулятор для Microsoft Windows, выпущенный в 2009 году. Разработан британской компанией Kuju Entertainment, последующая разработка и развитие ведётся компанией Dovetail Games.
Игра работает на движке PhysX и отличается хорошей для своего времени графикой по сравнению с остальными железнодорожными симуляторами.
Существуют разнообразные миссии: перевозка пассажиров по расписанию, доставка грузов из точки «А» в точку «Б», сортировка вагонов. В игру встроен редактор карт, с помощью которого можно создавать собственные маршруты. Также имеется SDK, что позволяет выпускать дополнения сторонним разработчикам.

## Релизы
- RailWorks (12 июня 2009 года онлайн, 3 июля 2009 года в магазинах)
- RailWorks 2 (с 18 октября 2010 года регулярно выходит в Steam)
- RailWorks 3: Train Simulator 2012 (23 сентября 2011 года)
- Train Simulator 2013 (сентябрь-октябрь 2012 года)
- Train Simulator 2014 (сентябрь-октябрь 2013 года)
- Train Simulator 2015 (18 сентября 2014 года)
- Train Simulator 2016 (17 сентября 2015 года)
- Train Simulator 2017 (15 сентября 2016 года)
- Train Simulator 2018 (сентябрь 2017 года)
- Train Simulator 2019 (11 октября 2018 года)
- Train Simulator 2020 (сентябрь 2019 года)
- Train Simulator 2021 (сентябрь 2020 года)
- Train Simulator 2022 (2021 год)
- Train Simulator Classic (2022 год)

## Дополнения
В магазине Steam представлено 690 дополнений (на декабрь 2022 года) для игры, что делает Train Simulator Classic самой дорогой игрой на платформе Steam (стоимость всех дополнений на март 2020 года составляет 188 050 рублей).
Основными странами традиционно являются Великобритания, Германия и США, хотя во второй половине 2010-х был выпущен ряд дополнений, знакомящих игрока с железными дорогами других стран, например, Канады, Швейцарии, Австрии, Японии и даже южной Африки.
Россия в симуляторе представлена работами энтузиастов. Так, в конце 2010 года российской командой разработчиков RailroadSim team выпущено первое значимое дополнение для этой игры: Тепловоз ТЭМ2 пакет № 1, которое включает в себя четыре модели тепловоза ТЭМ2 и две модели четырехосной цистерны. Поведение локомотива в игре максимально приближено к реальному с помощью скриптов, имеется реалистичная кабина и звуки.